# Estudios Trafalgar
Los Estudios Trafalgar, anteriormente el Teatro Whitehall, es un teatro reabierto en el 2004, ubicado en la ciudad de Westminster, Londres (Inglaterra). La edificación consiste en dos teatros diseñados por los arquitectos Tim Foster y John Muir. El Estudio 1, el más grande de los dos espacios con 380 sillas, abrió el 3 de junio de 2004 con la producción Othello. El Estudio 2, con 100 sillas, abrió en octubre de 2005 con la obra Cyprus.